# Conotrachelus rubescens
Conotrachelus rubescens – gatunek chrząszcza z rodziny ryjkowcowatych.

## Taksonomia
Gatunek ten został opisany w 1904 roku przez Charlesa Schaffera. Lokalizacją typową są okolice Brownsville w Teksasie.

## Zasięg występowania
Znany jedynie ze skrajnie płd. Teksasu w USA.

## Budowa ciała
Osiąga 3,2 - 3,5 mm długości ciała. Ubarwienie szarobrązowe, w przedniej części pokryw charakterystyczne, jaskrawo pomarańczowe plamy.

## Biologia i ekologia
Aktywny od kwietnia do października. Występuje niezbyt pospolicie. Żeruje na krzewie Xylosma flexuosa z rodziny wierzbowatych.

## Ochrona
Stan Teksas umieścił ten gatunek na liście gatunków wymagających największej ochrony ang. Species of Greatest Conservation Need.